# Rechtswissenschaft

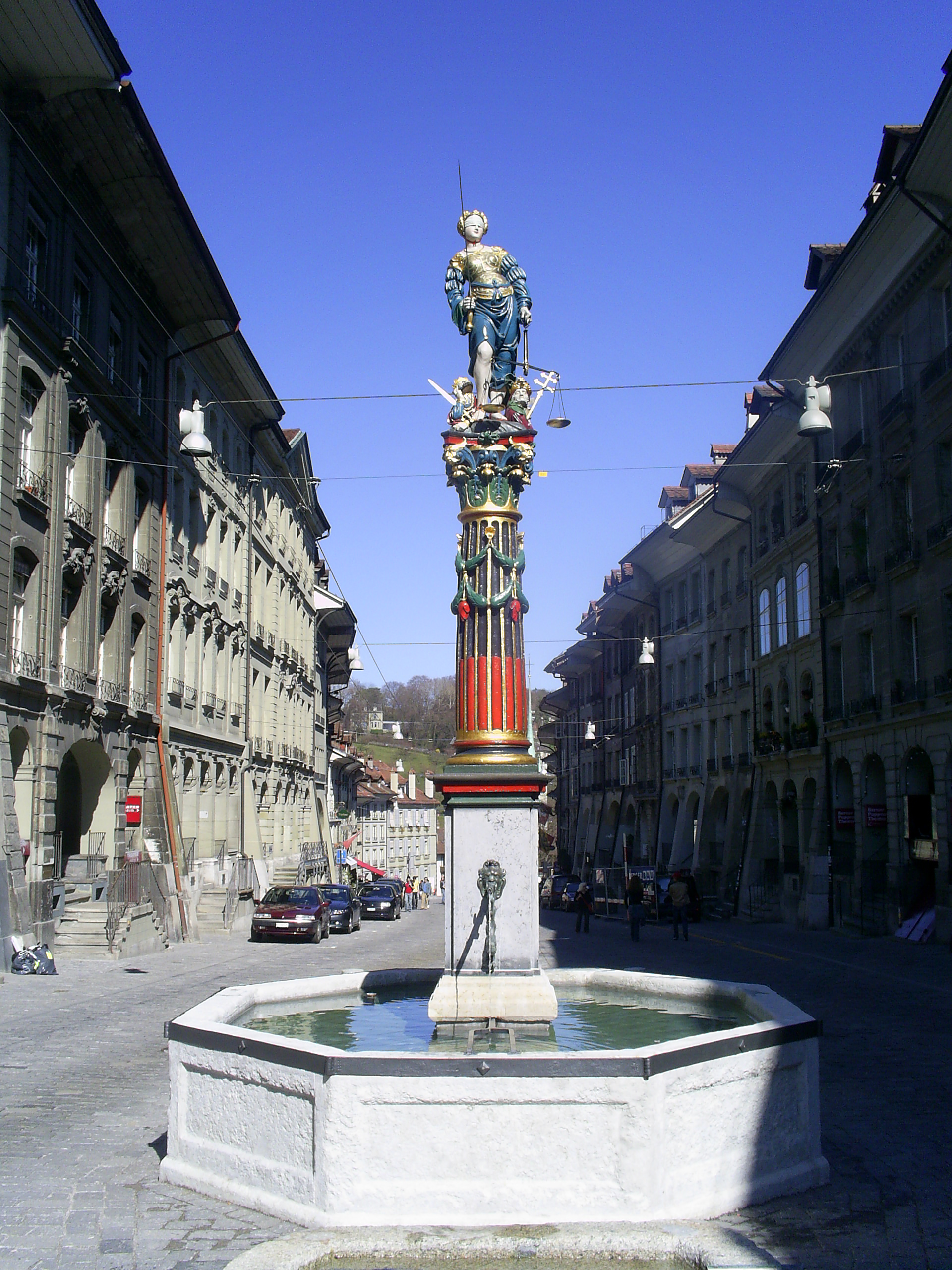
Gerechtigkeitsbrunnen in der Gerechtigkeitsgasse Berns – Justitia zu Füßen sind ein Papst, Kaiser, Sultan und Schultheiß

Die Rechtswissenschaft (in Deutschland auch Jura, lateinisch für „die Rechte“; in Österreich und der Schweiz Jus, für „das Recht“ – also Rechtswissenschaften) oder Jurisprudenz (von lateinisch iuris prudentia, „Klugheit des Rechts“), auch Juristerei genannt, ist die Wissenschaft vom Recht, seinen Erscheinungsformen und seiner Anwendung und in diesem Zusammenhang auch die Bezeichnung eines Studienfachs. Sie setzt sich mit der Rechtsprechung, den Gesetzesvorhaben und deren gesellschaftlichen Auswirkungen kritisch auseinander und leistet damit einen grundlegenden Beitrag zur Fortbildung des Rechts. Die Rechtswissenschaft ist nicht mit der Rechtspraxis zu verwechseln: Rechtspraktiker arbeiten zwar auf rechtswissenschaftlicher Grundlage, aber nur wenige von ihnen geben der Rechtswissenschaft auch Impulse, beispielsweise als Autoren von juristischen Fachzeitschriften oder von Gesetzeskommentaren.

## Studienfach
Neben der Theologie, Medizin und Philosophie ist das Studium der Rechtswissenschaft eine der klassischen Universitätsdisziplinen. Es beinhaltet neben den drei Rechtsgebieten Zivilrecht, Öffentliches Recht und Strafrecht auch Grundlagenfächer wie insbesondere Allgemeine Staatslehre, Juristische Methodenlehre, Rechtsphilosophie, Rechtssoziologie, Rechtsvergleichung, Römisches Recht, Kriminologie oder Rechtsgeschichte. 
In Deutschland erfolgt die Festlegung der Grundlagenfächer in den Prüfungsordnungen der Bundesländer. Nicht alle Grundlagenfächer müssen belegt werden. Das Studium wird in Deutschland seit 2003 üblicherweise in Grundstudium, Hauptstudium und Schwerpunktbereich unterteilt und schließt mit der Ersten Juristischen Prüfung ab. In Österreich ist das klassische Jus-Studium ein vierjähriges Diplomstudium, welches sich je nach Universität in zwei oder drei Abschnitte unterteilt. Die Prüfungsfächer sind in den Studienplänen (Curricula) der jeweiligen Universitäten festgelegt.

## Gegenstand
Die Rechtswissenschaft im weiteren Sinne befasst sich mit der Auslegung, der systematischen und begrifflichen Durchdringung gegenwärtiger und geschichtlicher juristischer Texte und sonstiger rechtlicher Quellen und hatte bereits in vorchristlicher Zeit Tradition.

### Ursprüngliche Ausrichtung
Eine klassische Definition dessen, was Rechtswissenschaft ist, gibt der römische Rechtsgelehrte Ulpian: Jurisprudenz ist die Kenntnis der menschlichen und göttlichen Dinge, die Wissenschaft vom Gerechten und Ungerechten. „Iuris prudentia est divinarum atque humanarum rerum notitia, iusti atque iniusti scientia“ (Domitius Ulpianus: Ulpian primo libro reg., Digesten 1,1,10,2). Das Kirchenrecht ist an deutschen Universitäten nach der Aufklärung als Pflichtfach aus den rechtswissenschaftlichen Lehrplänen entfernt worden. Die ehemalige Verknüpfung des weltlichen mit dem göttlichen Recht ist in Deutschland noch heute an der Verwendung des Pluralbegriffs Jura (lateinisch für „die Rechte“) erkennbar – die Singular-Form Jus oder das lateinische ius ist in Österreich und der Schweiz gebräuchlich. Es wird weiterhin zwischen der Ausbildung in einem Recht oder beider Rechte, also sowohl des weltlichen als auch des Kirchenrechts unterschieden. Darum sind auch die beiden Bezeichnungen 'Jura-' und 'Jus-Studium' aktuell in Gebrauch.

### Forschungsgegenstand

Einteilung des (objektiven) Rechts. Das Strafrecht wird zumeist als eigenständiges Rechtsgebiet dargestellt, zählt jedoch formal zum öffentlichen Recht.

Gegenstand der Rechtswissenschaft sind neben dem Recht in seinen einzelnen Rechtsgebieten wie beispielsweise Sozial-, Steuer- oder Verkehrsrecht theoretische Fächer, die sich in exegetische und nicht-exegetische Disziplinen unterteilen lassen.
Rechtsgebiete
Exegetische Fächer
- Rechtsdogmatik ist eigentliche Kerndisziplin der Rechtswissenschaft. Sie bemüht sich um eine systematische und begriffliche Durchdringung und Analyse der verschiedenen Rechtsquellen. Im kontinentaleuropäischen Rechtskreis sind ihre Methoden (im Unterschied zum Common Law, das auf Rechtsfindung und -entwicklung durch Analogiebildung zu Präzedenzfällen beruht) vor allem die der Auslegung geschriebenen Rechts sowie der Lückenfüllung durch richterliche Rechtsfortbildung im Wege der Analogie. Sie wird auch heute noch am historischen Gegenstand wie der Digestenexegese und die Exegese anderer historischer Quellen betrieben. Bei den exegetischen nicht-dogmatischen Fächern werden insbesondere die Digestenexegese und die Exegese deutschrechtlicher Quellen betrieben. Selten werden z. B. keilschriftrechtliche Quellen (Codex Hammurapi) ausgelegt.
- Juristische Methodenlehre: Die Lehre von der Methodik der Rechtsfindung.

Nicht Exegetische Fächer
Die nichtexegetischen juristischen Fächer sind oft zugleich Disziplinen von Nachbarwissenschaften.
- Die Politische Jurisprudenz zielt auf die aktive Gestaltung von Recht. Hierfür untersucht sie die Möglichkeiten und Bedingungen einer Veränderung des geltenden Rechts und erarbeitet auf Grundlage von Änderungswünschen Vorschläge zur Umgestaltung. Ein wesentlicher Teilbereich ist deshalb auch die Rechtskritik, die nach Schwächen im geltenden Recht fragt.
- Die vergleichende Rechtswissenschaft untersucht verschiedene Rechtssysteme auf Gemeinsamkeiten und Unterschiede. Dabei geht es sowohl um die verschiedenen Lösungswege für ein identisches gesellschaftspolitisches Ziel als auch um die verschiedenen Auswirkungen, die ein bestimmtes Rechtsinstitut haben kann.
- Die Rechtsphilosophie arbeitet interdisziplinär und untersucht das Recht als Gegenstand mit den Methoden der Philosophie. Sie ist eng verwandt mit der Rechtstheorie, die bisweilen als ihr Teilbereich angesehen wird. Letztere betrachtet das Wesen des Rechts unabhängig von der konkreten Rechtsordnung und fragt nach seinen Geltungsbedingungen und der Struktur von Normen.
- Auch die Rechtsgeschichte arbeitet interdisziplinär, indem sie sich dem Recht mit den Methoden der Geschichtswissenschaft zuwendet. Traditionell wird ihr Forschungsgegenstand mit der Trias vergangener Normen, vergangener Rechtspraxis und vergangener Reflexion über Recht umschrieben.
- Die Rechtstatsachenforschung beschäftigt sich mit dem tatsächlich gelebten Recht.
- Die Rechtssoziologie untersucht Recht als Phänomen der gesellschaftlichen Wirklichkeit. Sie betrachtet die Funktion des Rechts in sozialen Funktionszusammenhängen. Als interdisziplinäre Forschungsrichtung bedient sie sich hierbei der Methoden der Soziologie
- Die Kriminologie befasst sich interdisziplinär mit der Kriminalität und ihren individuellen und/oder gesellschaftlichen Ursachen sowie mit den "kriminalisierenden Instanzen" (Polizei, Staat, Gerichte usw.).
- Die Rechtsdidaktik beschäftigt sich mit Fragen der Vermittelbarkeit von Recht. Sie gehört wohl zu den ältesten Disziplinen der Rechtswissenschaft. In Deutschland erfuhr sie vor allem in den 1970er Jahren eine erhebliche Konjunktur. Nachdem sie anschließend fast in die Bedeutungslosigkeit verschwunden war, konnte sie sich in den letzten Jahren wieder etablieren.

## Wissenschaftstheoretische Einordnung
Die exegetische Rechtswissenschaft (Rechtsdogmatik, Methodenlehre) zählt zu den Geisteswissenschaften und ist eine hermeneutische Disziplin (Textwissenschaft). Die durch die Philosophie der Hermeneutik gewonnene Erkenntnis über die Bedingungen der Möglichkeit von Sinnverstehen wendet sie als juristische Methode auf die Auslegung juristischer Texte an.
Ihre Wissenschaftlichkeit ist immer wieder bestritten worden, als klassisch kann die Kritik Julius von Kirchmanns in seinem Werk Die Werthlosigkeit der Jurisprudenz als Wissenschaft (1848) gelten. Die Wissenschaftlichkeit der rechtswissenschaftlichen Grundlagenfächer betrifft diese Kritik jedoch nicht. So ist etwa die Rechtsphilosophie so wissenschaftlich, wie es eben auch die allgemeine Philosophie ist. Ähnliches gilt für die Rechtsgeschichte und die übrigen Grundlagenfächer, die ihre Methodik eben nicht der Rechtsdogmatik entnehmen. Im Ergebnis – so das Resümee Heinrich Honsells und Theodor Mayer-Malys – erweise sich jedoch auch die Rechtsdogmatik als wissenschaftlich, insofern es ihre Aufgabe sei, die Sätze des geltenden Rechts als Teile einer Ordnung verständlich zu machen, also den Begründungszusammenhang der Rechtsgedanken aufzudecken.
Ihre Sonderstellung gegenüber den übrigen Geisteswissenschaften leitet sie, soweit sie sich mit dem geltenden Recht beschäftigt, aus der Allgemeinverbindlichkeit von Gesetzestexten ab, welche sie in Bezug auf konkrete Lebenssachverhalte in der Rechtsprechung anzuwenden hat. Unter diesem Blickwinkel lässt sich die Rechtswissenschaft im Idealfall auch als Erforschung von Modellen für die Vermeidung und Lösung gesellschaftlicher und zwischenmenschlicher Konflikte verstehen.
Die hermeneutische Methode unterscheidet sie anderseits von den empirischen Wissenschaften, wie der Naturwissenschaft, der Medizin, der Wirtschafts- und Sozialwissenschaft, deren Ziel nicht das Verstehen von Texten ist, sondern die Erforschung von natürlichen oder sozialen Regelmäßigkeiten, welche durch Erfahrung, Beobachtung und Wissenschaftliche Methodik überprüfbar und widerlegbar sind.
Die Rechtswissenschaft beschäftigt sich wie die anderen hermeneutischen Textwissenschaften (Philologie, Theologie) nicht mit objektiven Erkenntnissen über sinnlich erfahrbare Erscheinungen. Dies bleibt Nebenzweigen der Rechtswissenschaft vorbehalten, wie etwa der Rechtsphilosophie, der Rechtssoziologie und der Kriminologie.

## Geschichte

### Antike
Gemeinhin gilt die römische Rechtswissenschaft als älteste historisch belegte Rechtswissenschaft, die in der Zeit der Klassik zum Höhepunkt gelangt war. Für frühere Entwicklungen, etwa das Rechtssystem Mesopotamiens oder Ägyptens sowie das antike griechische Recht geht man nach heutigem Forschungsstand aus, dass auch dort über Recht reflektiert wurde, dies aber nicht die Schwelle zur Rechtswissenschaft überschritten habe. Aufbauend auf der griechischen Philosophie (Stoa), wurde in Griechenland das Problem der Gerechtigkeit ausgiebig diskutiert. Im Gegensatz zu den Römern, die sich die Denkanstöße für ihr Zwölftafelgesetz aus Griechenland geholt hatten, unternahmen sie aber nicht den Versuch, das geltende Recht systematisch zu durchdringen.

### Mittelalter

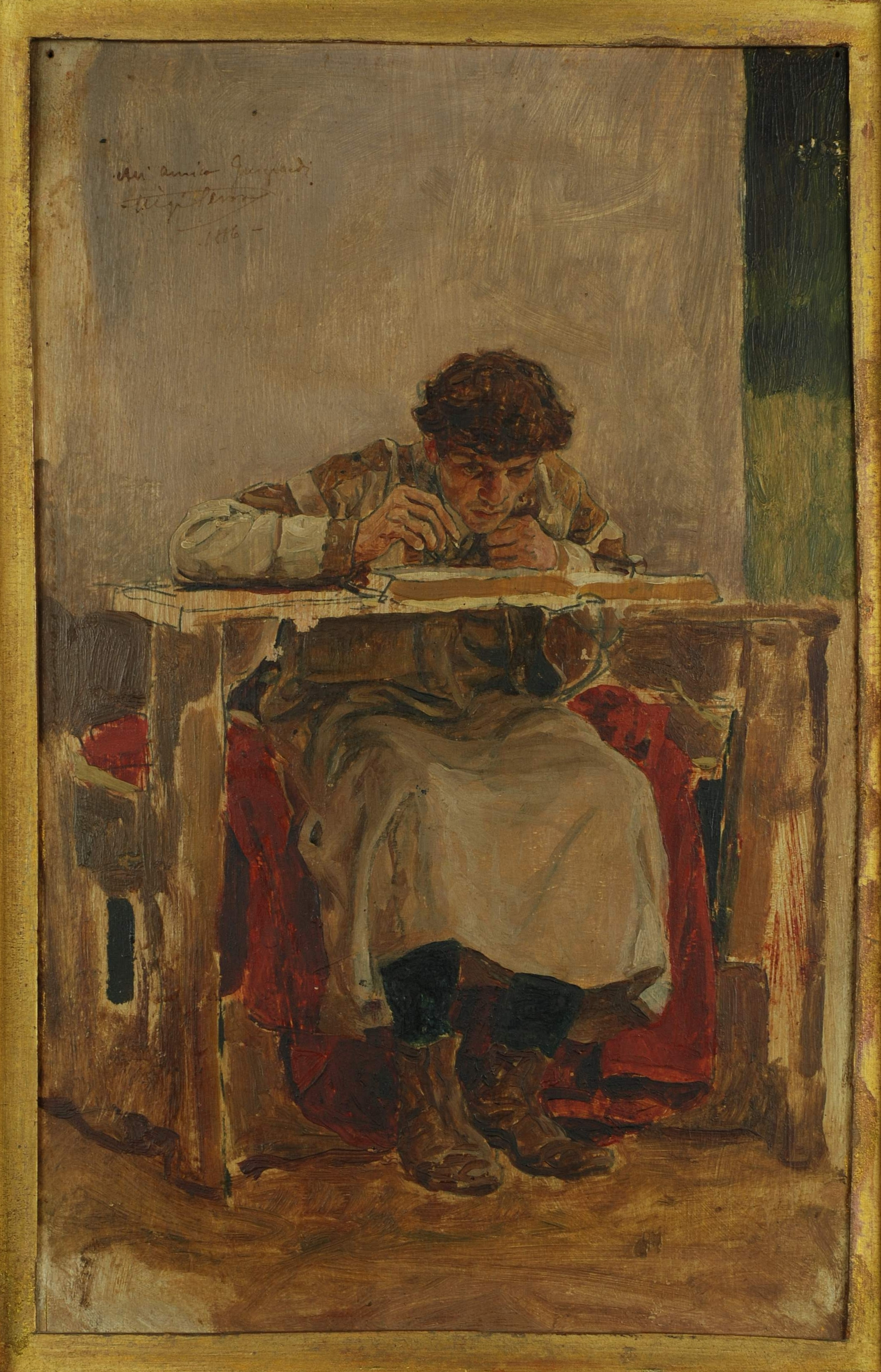
Irnerius gründete die Glossatorenschule in Bologna

Die moderne Rechtswissenschaft nahm ihren Ausgangspunkt dann an der Universität von Bologna. Anfang des 12. Jahrhunderts wurde dort eine Handschrift der iustinianischen Digesten aufgefunden, sodass die Glossatoren begannen, im überlieferten römischen Recht auszubilden. Methodisch versuchte man das Recht im Geiste der Scholastik zu erfassen. Auch die ersten Fakultäten entstanden um diese Zeit in Italien, in denen Adelssöhne in Kirchenrecht, weltlichem Recht und Medizin Bildung erhielten. Das in der Spätantike kodifizierte Recht des Corpus iuris civilis verbreitete sich in ganz Kontinentaleuropa. Ausnahmen waren Skandinavien und die britischen Inseln.
Mit unterschiedlichen Strömungen (insbesondere trugen die Kommentatoren und der Usus modernus pandectarum bei) kam dieses Projekt in Deutschland erst gegen Ende des 19. Jahrhunderts zum vorläufigen Abschluss.

### Neuzeit
War die Rechtswissenschaft in Mitteleuropa bis zum Ende des 19. Jahrhunderts vorwiegend Privatrechtswissenschaft, hat sie sich seitdem deutlich ausdifferenziert. Aus den Erfordernissen der Verwaltung entwickelte sich zusehends eine Verwaltungswissenschaft, die sich recht früh schon zur wissenschaftlichen Beschäftigung mit öffentlichem Recht ausweitete.

## Herausforderungen

### Vielfalt und Anzahl der Gesetze
In modernen, hochkomplexen Staaten ist die Menge von Rechtsnormen nicht mehr überschaubar. Allein in Deutschland gibt es mehr als 5000 Gesetze und Verordnungen des Bundes, zu denen die Gesetze und Verordnungen der 16 Bundesländer und die Rechtsverordnungen und Satzungen der Bezirke, Kreise, Verwaltungsgemeinschaften und Gemeinden hinzukommen. Hinzu kommen eine große Anzahl von Verwaltungsrichtlinien (wie z. B. die TA Luft, die TA Lärm) und von Ausschüssen und Verbänden geschaffene Normen, die faktisch ebenfalls Gesetzeskraft haben (wie z. B. die VOB, die DIN-Normen). Da viele dieser Normen sehr spezifische und hochtechnische Sachverhalte regeln, sind sie zum Teil nur für Spezialisten vollständig verständlich.

### Kenntnis von Rechtsproblemen in der Gesellschaft
Da nur ein vergleichsweise geringer Teil der alltäglichen Rechtsstreitigkeiten zu Auseinandersetzungen vor Gericht führt, gelangt eben nur ein solch geringer Teil zur Aufmerksamkeit der Rechtswissenschaft. Nicht zur Kenntnis der staatlichen Gerichtsbarkeit gelangen ferner die Streitigkeiten, die aufgrund der wirtschaftlichen oder sozialen Machtverhältnisse außergerichtlich geregelt werden. Insbesondere in der Wirtschaft werden Streitigkeiten manchmal bewusst von staatlichen Gerichten ferngehalten und allenfalls von Schiedsgerichten entschieden, die ihre Verfahren und Entscheidungen in seltenen Fällen publik machen. Auch die Gerichtspraxis setzt, aufgrund von zunehmenden Belastungen der Gerichte, aber auch wegen gesetzlicher Vorgaben, möglichst eine gütliche Einigung der Streitparteien herbeizuführen, oft auf eine Streitbeilegung mittels gerichtlichen oder außergerichtlichen Vergleichs.

### Diversität
Die Rechtswissenschaft gilt manchen Autoren zufolge als überdurchschnittlich stark herkunftsbedingt. In der Studie von Michael Grünberger, Anna Katharina Mangold, Nora Markard, Mehrdad Payandeh und Emanuel Vahid Towfigh, Diversität in Rechtswissenschaft und Rechtspraxis (2021), heißt es, dass die Rechtswissenschaft die Fächergruppe mit der größten sozialen Geschlossenheit sei. Der Hamburger Rechtswissenschaftler Felix Hanschmann führte, sich unter anderem auf diese Studie beziehend, im Rahmen eines Interviews aus, der „rechtswissenschaftliche Habitus“ sei bürgerlich, ganz dominant weiß, ziemlich überwiegend männlich, stark geprägt von Objektivität, Neutralität, ohne offene politische Positionierung und hierarchisch geprägt.